# Лызловы
Лы́зловы — древний дворянский род.
При подаче документов (29 марта 1686) для внесения рода в Бархатную книгу, была предоставлена родословная роспись Лызловых.
Род внесён Герольдией в VI часть дворянских родословных книг Рязанской и Тамбовской губерний Российской империи. Существует также Виленская и Смоленская ветви рода.

## Происхождение и история рода
Предок рода, шляхтич Свеборт Лызовецкий (по крещению — Григорий), в 1390 году выехал из Великого княжества Литовского (Королевства Польского) в Великое княжество Московское к великому князю Василию I Дмитриевичу в числе посланников с его будущей невестой Софьй Витовтовной (1391), в гербовнике указан (1491).

## Описание герба
В щите, имеющем красное поле изображено золотое стремя.
Щит увенчан дворянскими шлемом и дворянской короной. Нашлемник: пять страусовых перьев. Намёт на щите красный, подложенный золотом. Герб рода Лызловых внесён в Часть 10 Общего гербовника дворянских родов Всероссийской империи, страница 21.

## Представители рода
- Лызлов Аввакум Елизарьевич — воевода в Старой Руссе (1634), Муроме (1635).
- Лызлов Фёдор Елизарович — воевода в Муроме (1635—1637).
- Лызлов Павел Фёдорович — воевода в Путивле (1679).
- Лызлов Иван Фёдорович был думным дворянином и патриаршим боярином (1683).
- Лызловы, Андрей Иванович и Пётр Михайлович — стольники (1677—1692).
- Лызловы, Артемий Григорьевич, Дмитрий Иванович, Елизар и Фёдор меньшой и Фёдор большой Фёдоровичи — стряпчие (1676—1692).
- Лызловы, Иван Григорьевич, Фёдор Бухвалович, Фёдор Елизарьевич — московские дворяне (1671—1692)[6][7].